# هاکوپ چیریشیان
هاکوپ چیریشیان (انگلیسی: Hagop Chirishian؛ زادهٔ ۱ نوامبر ۱۹۸۹) بازیکن فوتبال ارمنی‌تبار اهل ایالات متحده آمریکا است.

## باشگاهی
از باشگاه‌هایی که در آن بازی کرده‌است می‌توان به باشگاه فوتبال نیویورک کاسموس اشاره کرد.